# Josef Frank
Josef Frank (Baden, 15 luglio 1885 – Stoccolma, 8 gennaio 1967) è stato un architetto austriaco, di origine ebraica.

## Vita e carriera
Frank lavorò con Oskar Strnad e fu legato al Circolo di Vienna. Si occupò inizialmente di edilizia residenziale in un momento in cui Vienna soffriva una crisi di mancanza di soluzioni abitative, ma proprio il minimalismo dello stile adottato ai tempi lo spinse a fondare una propria azienda nel 1925 per la quale cominciò a sperimentare soluzioni meno formalmente rigorose applicate, oltre  che all'edilizia, anche al settore dell'arredamento e del disegno di tessuti.
Nel 1933 si trasferì in Svezia, dove lavorò per la società di progettazione Svenskt Tenn dove, sotto la guida della titolare dell'azienda, Estrid Ericson, produsse numerosi oggetti di design. La collaborazione si mantenne anche dopo il trasferimento di Frank a New York, avvenuto con lo scopo di sfuggire dall'avanzata nazista e antisemita in Europa. Qui Frank fu influenzato anche dalle collezioni dei musei locali: si ritiene ad esempio che l'uso di fantasie botaniche a colori vivaci per i suoi disegni di stoffe derivi, fra le altre, dalla collezione di motivi indiani di alberi della vita del Metropolitan Museum of Art. Dopo la sconfitta della Germania, Frank tornò in Svezia, dove continuò a lavorare per Svenkst Tenn fino alla sua morte.
Nel 1965 vinse il Gran premio di stato austriaco per l'architettura. La sua attività ispirò IKEA e H&M.

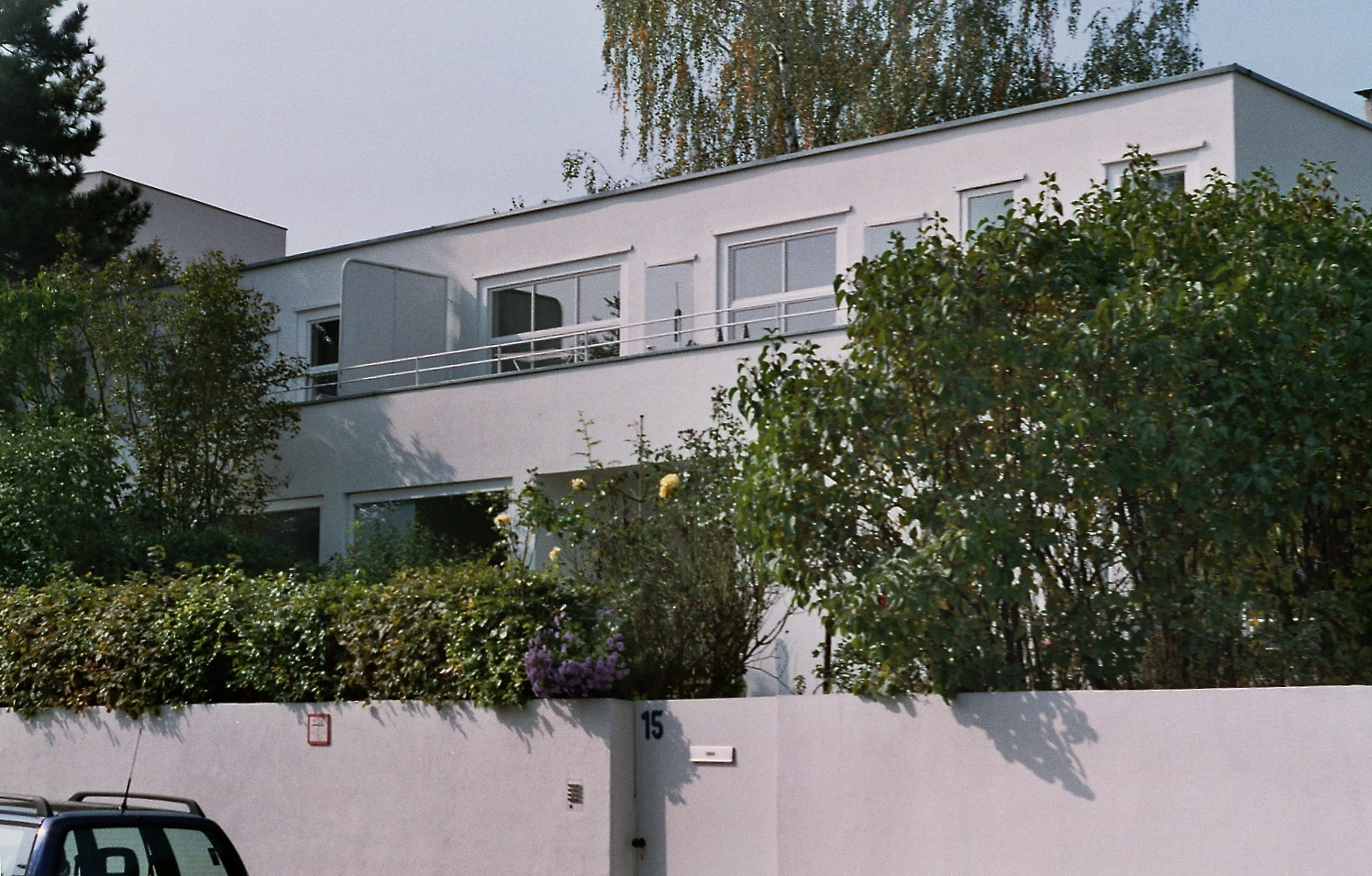
Duplex in the Weißenhofsiedlung, Stoccarda